# Monts Yōrō

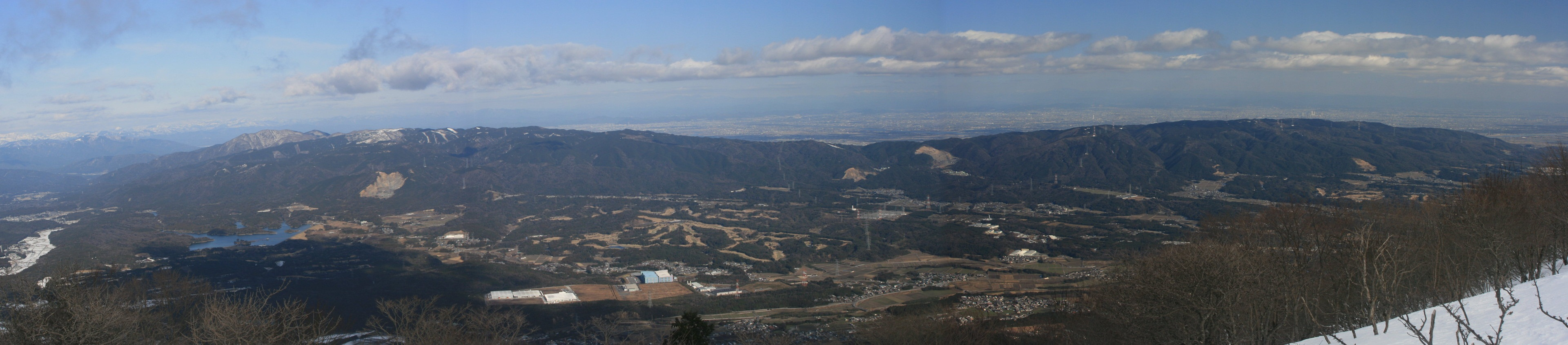
Vue des monts Yōrō depuis le mont Fujiwara des monts Suzuka.

Les monts Yōrō (養老山地, Yōrō sanchi) sont une chaîne de montagnes à cheval sur les limites entre les préfectures de Gifu et Mie au Japon. Ils font partie de la bordure occidentale de la plaine de Nōbi.

## Géographie
Les monts Yōrō s'étendent approximativement sur 10 km de large et 25 km de long, la direction principale des montagnes allant du sud-sud-ouest au nord-nord-est. Les plus hauts sommets dans la partie septentrionale des monts atteignent 900 m d'altitude tandis que les sommets de la partie méridionale ne dépassent pas 400 m. La montagne la plus élevée du groupe est le mont Shō (笙ヶ岳, Shō-ga-dake) mais les principaux sommets sont le mont Yōrō au nord et le mont Tado (多度山, Tado-yama) au sud.

## Flore et faune
Une grande variété de hêtres et de chênes couvrent les monts Yōrō. Le mont Shō a été déclaré monument naturel par le gouvernement japonais en raison de sa diversité végétale.
Parmi les principaux mammifères des monts figurent le macaque japonais et le cerf sika.